# 鈴木麻優
鈴木 麻優（すずき まゆ、1996年1月20日 - ）は、岩手県競馬組合・水沢競馬場伊藤和厩舎に所属していた元騎手（女性騎手）、競馬評論家。
宮城県気仙沼市出身。宮城県気仙沼高等学校卒業。地方競馬教養センター92期。愛称は競馬界の「まゆゆ」。菅原辰徳騎手と入籍し、2021年2月に第一子を出産したことがグリーンチャンネル「M's TV」で発表された。

## 来歴
競馬好きだった父と一緒に大阪杯を見て、ドリームジャーニーに騎乗した池添謙一のレースぶりに感動し、騎手を志す。地方競馬教養センター騎手課程を受験するも、体力がなかったため1度は不合格。2度目の受験で合格した。
騎手候補生だった2012年、東京競馬場の天皇賞（秋）出走馬の本馬場入場後に行われた相馬野馬追とチャグチャグ馬コの披露で先導役を務めた。
2014年3月31日付けで騎手免許を取得。
2017年9月23日の盛岡競馬第6競走で落馬し、背骨を3本骨折。療養のため休業していたが、2018年1月31日付で騎手を引退したことが岩手県競馬組合より発表された。
騎手引退後は競馬評論家として活動することとなり、2018年2月16日からnetkeiba.comで予想を行う。自身では「自称競馬評論家」と名乗る。
バイトは辞め、現在は自称自由人。

## 騎乗成績
- 2014年4月19日、水沢競馬第3競走で初騎乗（ヤマニンレジェール号、6着）[2][3][9]。
- 2014年5月19日、盛岡競馬第1競走でホヤラー号に騎乗し、22戦目で初勝利[2][3][10][11]。
- 2015年1月3日、水沢競馬第9競走（奥州愛馬の会会長杯 初夢賞）でヤマニンネレイス号に騎乗し、特別競走初勝利[12][13]。
- 2015年1月29日、名古屋競馬場で「スカパー!地方競馬ナイン賞 レディス&ヤングジョッキーズ2015」に出場し、最優秀女性騎手賞を受賞[14]。
- 2015年2月28日、佐賀競馬場で「なでしこチャレンジカップ」に出場し、総合優勝[15]。

## 出演

### テレビ
- うまDOKI（2018年3月3日、KBS京都） - ゲスト出演

- フジテレビone（2019年9月7日）小籔写真館 - ゲスト出演

### インターネットテレビ
- 人工知能募金（2018年3月8日 - 6月24日、公式ニコニコ生放送）※準レギュラー